# Cyanomitra
Cyanomitra és un gènere d'ocells de la família dels nectarínids (Nectariinidae) que habita les zones forestals de l'ecozona afrotropical. Les diferents espècies han estat incloses al gènere Nectarinia.

## Llista d'espècies
S'han descrit 7 espècies dins aquest gènere:
- Cyanomitra verticalis - suimanga capverd.
- Cyanomitra bannermani - suimanga de Bannerman.
- Cyanomitra cyanolaema - suimanga gorjablau.
- Cyanomitra oritis - suimanga del Camerun.
- Cyanomitra alinae - suimanga capblau.
- Cyanomitra olivacea - suimanga olivaci.
- Cyanomitra veroxii - suimanga murí.